# Svein Oddvar Moen
Svein Oddvar Moen (Haugesund, 22 gennaio 1979) è un arbitro di calcio norvegese.

## Carriera
Arbitro della massima serie norvegese dal 2004, Svein Oddvar Moen è nominato internazionale il 1º gennaio 2005, all'età di soli 26 anni.
Diventato internazionale, riceve subito designazioni importanti. I suoi impieghi in questi primi anni sono relativi a turni preliminari di competizioni europee per club.
Nel 2008 la sua prima esperienza importante: dirige all'europeo under 19 del 2008, svoltosi in Repubblica Ceca. Tra le partite che dirige è da segnalare la semifinale tra Italia e Ungheria.
Nell'edizione 2008-09 della Coppa UEFA ottiene per la prima volta la designazione per un sedicesimo di finale, disputatosi nell'occasione tra Paris Saint-Germain e VfL Wolfsburg.
Nel settembre del 2010 fa il suo esordio nella fase a gironi della UEFA Champions League, dirigendo un match della prima giornata tra Bursaspor e Valencia.
Promosso in categoria Uefa "Elite" ad inizio 2011, nel giugno dello stesso anno è convocato in vista del Campionato mondiale di calcio Under-17 in programma in Messico, di cui dirige la finalissima tra i padroni di casa e l'Uruguay.
Nell'aprile del 2012 la FIFA lo inserisce in una prima lista di preselezionati per i Mondiali del 2014, convocandolo per il Torneo maschile di calcio delle Olimpiadi di Londra 2012. Qui dirige due partite della fase a gironi: Giappone - Marocco 1:0 a Newcastle e Senegal - Emirati Arabi Uniti 1:1 a Coventry.
Nell'ottobre 2013 è convocato dalla FIFA per il Campionato mondiale di calcio Under 17 2013. Si tratta della seconda esperienza consecutiva in questa manifestazione per il fischietto norvegese, dopo che nell'edizione di due anni prima era arrivato a dirigerne la finale. In questa occasione, ottiene la direzione di tre partite: una della fase a gironi, un ottavo di finale, ed un quarto di finale quest'ultimo tra Brasile e Messico).
Nel novembre 2013 è designato dalla commissione arbitrale FIFA per dirigere l'andata dello spareggio intercontinentale per l'accesso ai mondiali 2014 tra Giordania ed Uruguay, in programma il 13 novembre 2013 ad Amman.
Il 15 gennaio 2014 viene selezionato ufficialmente per i Mondiali 2014 in Brasile ma esclusivamente con funzioni di quarto ufficiale.
Il 7 luglio 2014 termina la sua esperienza in Brasile, essendo tra gli arbitri mandati a casa a seguito del taglio effettuato dopo i quarti di finale e prima delle ultime quattro gare.
Nel maggio 2015 ottiene per la prima volta la designazione per una semifinale di UEFA Europa League: dirige la gara di andata tra Napoli e Dnipro.
Il 15 dicembre 2015 viene ufficialmente selezionato per gli europei del 2016 in Francia. Gli vengono assegnate due gare della fase a gironi, dopo le quali risulta tra gli arbitri mandati a casa prima della fase ad eliminazione diretta.

### Fonti
- Sito della FIFA, su FIFA.com.
- Sito della UEFA, su UEFA.com.
- Profilo su wordfootball.net, su ita.worldfootball.net.
- Profilo da WorldReferee [collegamento interrotto], su worldreferee.com.
- Elenco degli incontri diretti da WorldReferee, su worldreferee.com. URL consultato il 6 ottobre 2010 (archiviato dall'url originale il 4 novembre 2011).